# Марк Арьян
Марк Арьян (фр. Marc	Aryan, арм. Մարք Արյան;14 ноября 1926 года, Валанс - 30 ноября 1985, Охайн Бельгия)  — французский шансонье, композитор, поэт, писатель армянского происхождения. Настоящее имя — Арутюн Кеворкович Маркарян (арм. Հարություն Գևորգի Մարգարյան) Популярный шансонье Франции, был также хорошо известен в странах Европы и СССР.
За свою творческую жизнь Марк Арьян записал более двухсот песен. Автором всех текстов к ним является он сам. Лучшие из них вошли в двойной CD-альбом, выпущенный в 1974 году, который попал в Топ-10 продаж.
В 1997 году в коммуне Схарбек Брюссельского столичного региона известные певцы дали концерт под названием «Hommage à Marc Aryan», на котором исполнили его популярные песни, которые вошли в золотой фонд европейской эстрады середины двадцатого века.

## Биография
Арутюн родился в семье этнических армян, 14 ноября 1926 года. Арутюн (Анри) был третьим из семи детей Геворка и Вардануш Маркарянов, выходцев из турецкой Малатьи. Спасаясь от Геноцида 1915 года, семья переселилась в Сирию, а затем в Ливан. Спустя восемь лет переехала во Францию. Отец организовал под брендом «Маркал» производство и продажу блюд восточной кухни в городке Валансе.
После школы некоторое время юноша помогал отцу, но слабое с рожденья здоровье помешало ему продолжать семейный бизнес. После тяжелой болезни, долгого восстановления после операции он решает полностью посвятить себя давним увлечениям — поэзии, музыке. В двадцатилетнем возрасте самостоятельно начинает осваивать азы музыкальной грамоты, учиться игре на фортепьяно, сочиняет музыку. И спустя три года удивляет близких мастерским исполнением «Аппассионаты» Бетховена.
В 1954-м Арутюн вместе с сестрами открыл в Валансе магазин по продаже дисков. Его песни парижскими фирмами грамзаписи поначалу вежливо отклонялись, известные исполнители не хотели брать его песни в свой репертуар. Но он не отчаивался, продолжал сочинять. В 1959 году записал в Париже первую песню «Баллада» и издал её за свой счет тиражом в три тысячи экземпляров. Впоследствии песня стала популярной.
В 1963 году Арутюн отправился в Бельгию, где одна из его сестер вместе с мужем открыли в Кнокке-ле-Зуте на фламандском побережье ночной клуб. Там он начал выступать под именем Анри Маркарян, исполнять свои песни на танцевальных вечерах. Вскоре записал в Брюсселе несколько песен для альбома, решил изменить сценическое имя на Марк Арьян. 1964 −68 годы — самые плодотворные годы его творчества. В 1965 году пластинка с песней «Katy» стала одной из самых продаваемых. Концерты певца проходили с аншлагом по всей Бельгии. Его лирические песни «Tu еst une petite fille», Si J’etais sur", «Toi je te garde», «Si j’avais su» снискали ему славу «бельгийского короля медленного шансона».
Он заключил с известной фирмой грамзаписи «GRAMOPHONE S.A.» выгодный контракт, получил гражданство и окончательно обосновался в Бельгии.
Талантливый певец быстро приобретал международную известность. Он выступал с концертами в Канаде и Латинской Америке. В 1968 году совершил тур по Восточной Европе, СССР, Ливану и Сирии.
Побывал он и в Турции, где его концерты прошли с огромным успехом. Его посвященный Стамбулу хит пользовался большой популярностью.
В 1969 году он основал музыкальную студию, которую он назвал «Кати», в честь своей популярнейшей песни. На студии Марка Арьяна записывали альбомы Хулио Иглесиас, Сальваторе Адамо, другие известные исполнители.
Записал он и альбом «Istanbul’da» с 14 песнями на французском и 9 песнями, которые перевел на турецкий язык Фекри Эббиоглу. Вот этот злополучный альбом и стал причиной запрета его песен в Армянской ССР.
Во второй половине семидесятых годов Марк Арьян открывает вторую студию в Ватерлоо и начинает заниматься в основном записями других певцов. Но диски с его песнями продолжают выходить по всему миру. В начале восьмидесятых в Тегеране выходит его альбом «Ереван», который попадает и в Советский Союз. Марк Арьян прекращает выступать с концертами, его не приглашают на телевидение, пресса похоже забыла о нём. Но в апреле 1985 года его приглашают в Лос-Анджелес, где он дает несколько концертов. Спустя месяц записывает свою последнюю песню под названием «Твоя победа».
Умер утром 30 ноября 1985 года от сердечного приступа, ему было 59 лет. Его похоронили на кладбище г. Охаин, Бельгия. На скромном могильном холмике простой крест с надписью «MARC ARYAN» и датами рождения и смерти.

## Связь с Арменией
В 1968 году, в год празднования 2750-летия Еревана, Марк Арьян приезжает в столицу с концертом. Выступал в Республиканском стадионе, концерт имел ошеломительный фурор. Со зрителями певец разговаривал по-армянски.
В 1969 году на кинообъединении «Ереван» режиссёр М. Аветисян монтирует документальный фильм-концерт «Поет Марк Арьян», который демонстрируют по телевидению.

## Личная жизнь
Был третьим ребёнком в семье. Имел шестерых родных братьев и сестер. Имел особую расположенность к языкам, свободно владел английским, французским, армянским, немецким, нидерландским и другими.
Любовь к музыке началась со школы. С малых лет помогал отцу, у которого была забегаловка восточной кухни. В возрасте 18 лет Марк Арьян решил сосредоточиться на музыке и переехал в Бельгию.

## Дискография
(в алфавитном порядке)
На французском
| - Adieu joli Luxembourg - Adieu mon bel amour - Agnes - Allo c’est moi - Amène ta semaine - Angelina - Arrête, arrête ton cinéma - Au fond de tes yeux - Ballade - Bête à manger du foin - Bien sûr, bien sûr - Bonjour mon village, bonjour mon pays - C’est bien dommage - C’est impossible - C’est la vie - C’est le temps - Car tu l’aimes - Difficile à vivre - Gino - Giorgina - Grosses lunettes sur un petit bout de nez - Il y a des jours - Istanbul - J’aime (les petites femmes) - J’aimerais sortir un soir avec vous - J’aimerais viellir avec toi - Jamais je ne dirai - Je ne puis donner d’avantage - Je t’invite - Katy - L’amour est une prison - La chanson du viel aveugle - La lettre - La roue de secours - La seule chose que tu n’as pas ratée - La sirène - Le clocher - Le coeur au chomage - Le livre de ma vie - Le nombril du monde - Le téléphone | - Les melons - Les violons d’Albi - Ma loulou - Ma petite chanson - Ma vie recommence avec toi - Ma vie sans toi - Marie Laurence - Mes blanches montagnes - Mon petit navire - Mon village - Numéro 1 au hit-parade - Nous - Parce que je t’aime - Pas comme les autres - Qu’un peu d’amour - Quand je te prends dans mes bras - Que c’est bête la vie - Sans amour, on n’est rien du tout - Sans toi - Si - Si demain - Si j’avais su - Si j'étais le fils d’un roi - Si j’etais sur - Si un jour - Toi je te garde - Toi ma bohème - Tous ces voiliers - Toute ma vie (tu es toute ma vie) - Tu as beau me dire - Tu dis chéri à tout le monde - Tu es no. 1 au hit-parade de mon cœur - Tu es une petite fille - Tu ne sais pas - Un amour - Un jour - Un paradis - Un petit mari - Un petit slow - Un peu naif - Volage Volage |

На армянском
- Yerevan

На турецком
(Во вставках — название на французском)
- Dünya dönüyor [Atlı karınca] — (Volage Volage)
- Moda yolu — (Ma Loulou)
- Doğum günün kutlu olsun — (Feliz Cumpleanos)
- Mersi — (Volage Volage)
- Ayşe, Fatma, Semra [Eski Aşıklar]
- Kalbin yok mu?
- Yalancısın — (Si j’etais sur..)
- Nasıl evlenirsin bu lisanla (Giorgina)
- Kimdir bu sevgili (Un Petit Slow)
- Dinle yavrucuğum (Tu es une petite fille)

Сборники
- 1994: 41 succès inoubliables (Ariane/AMC Records)
- 1998: L’essentiels 21 succès (Ariane/AMC Records)